# Сакоу, Уэндел
Уэндел Сакоу (англ. Wendel Suckow; 11 апреля 1967, Маркетт, Мичиган, США) — американский саночник, выступавший за сборную США в 1990-е годы, чемпион мира. Принимал участие в трёх зимних Олимпийских играх, лучший результат показал на соревнованиях 1994 года в Лиллехаммере, когда в программе мужских одиночных заездов занял пятое место. В основном известен как саночник-одиночник, так как добился в этом виде большего успеха, тем не менее, на нескольких международных турнирах выступал также в паре с другими американскими атлетами.
В 1993 году на чемпионате мира в Калгари Уэндел Сакоу одержал неожиданную победу, опередив признанных фаворитов, итальянских и немецких саночников. Тем самым он стал первым в истории санного спорта золотым медалистом от США. На Кубке мира наивысшей позиции достигал сезоне 1993—1994, когда по итогам всех этапов оказался в общем зачёте на четвёртом месте.
Закончил карьеру профессионального спортсмена в 1998 году, сразу после зимних Олимпийских игр в Нагано, где в состязаниях между мужскими одиночными санями смог подняться лишь до шестой позиции. Ныне работает менеджером в коммерческой организации, занимающейся предоставлением услуг в области логистики.